# San Gerardo Maiella (Rom)

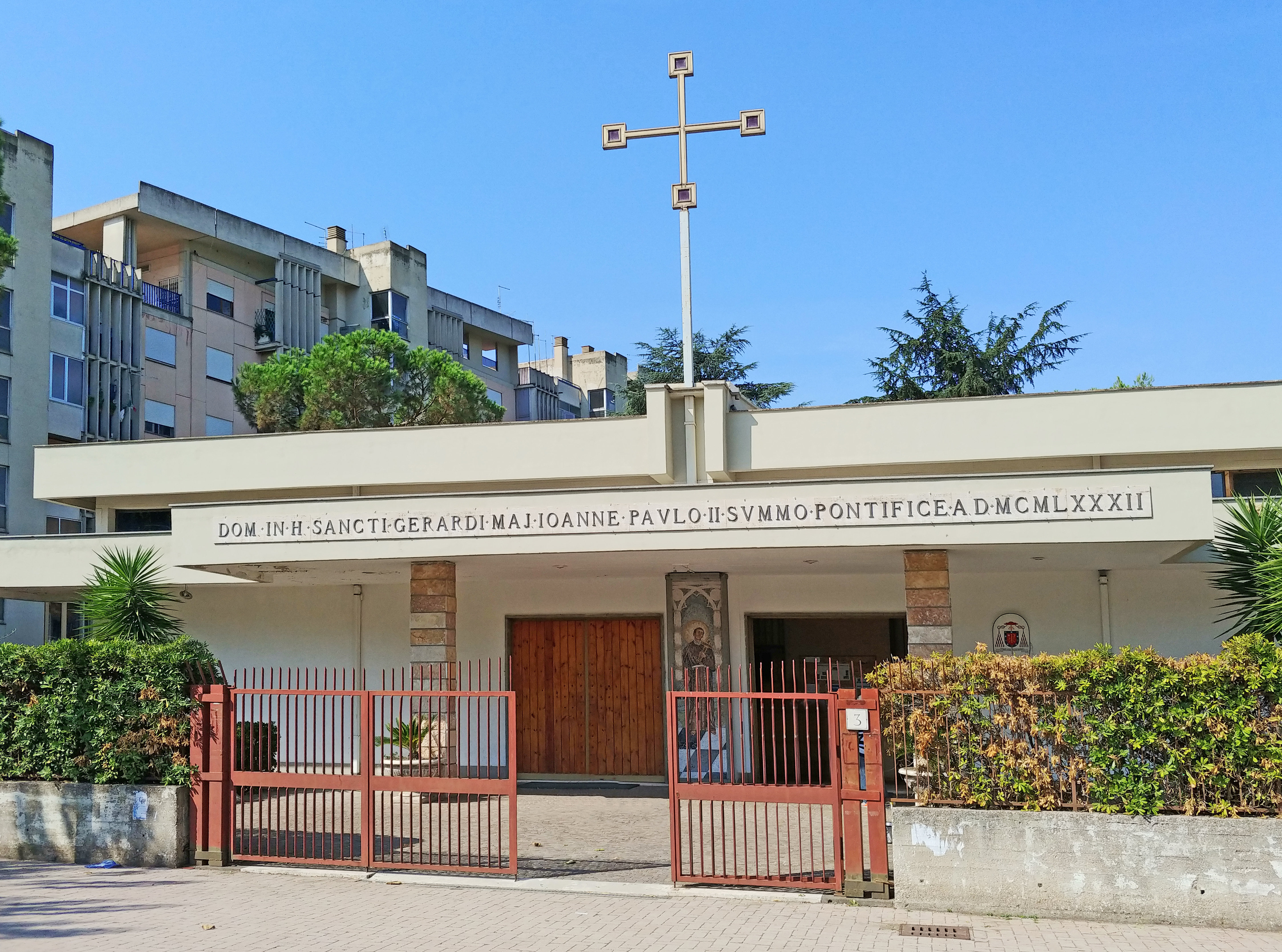
San Gerardo Maiella

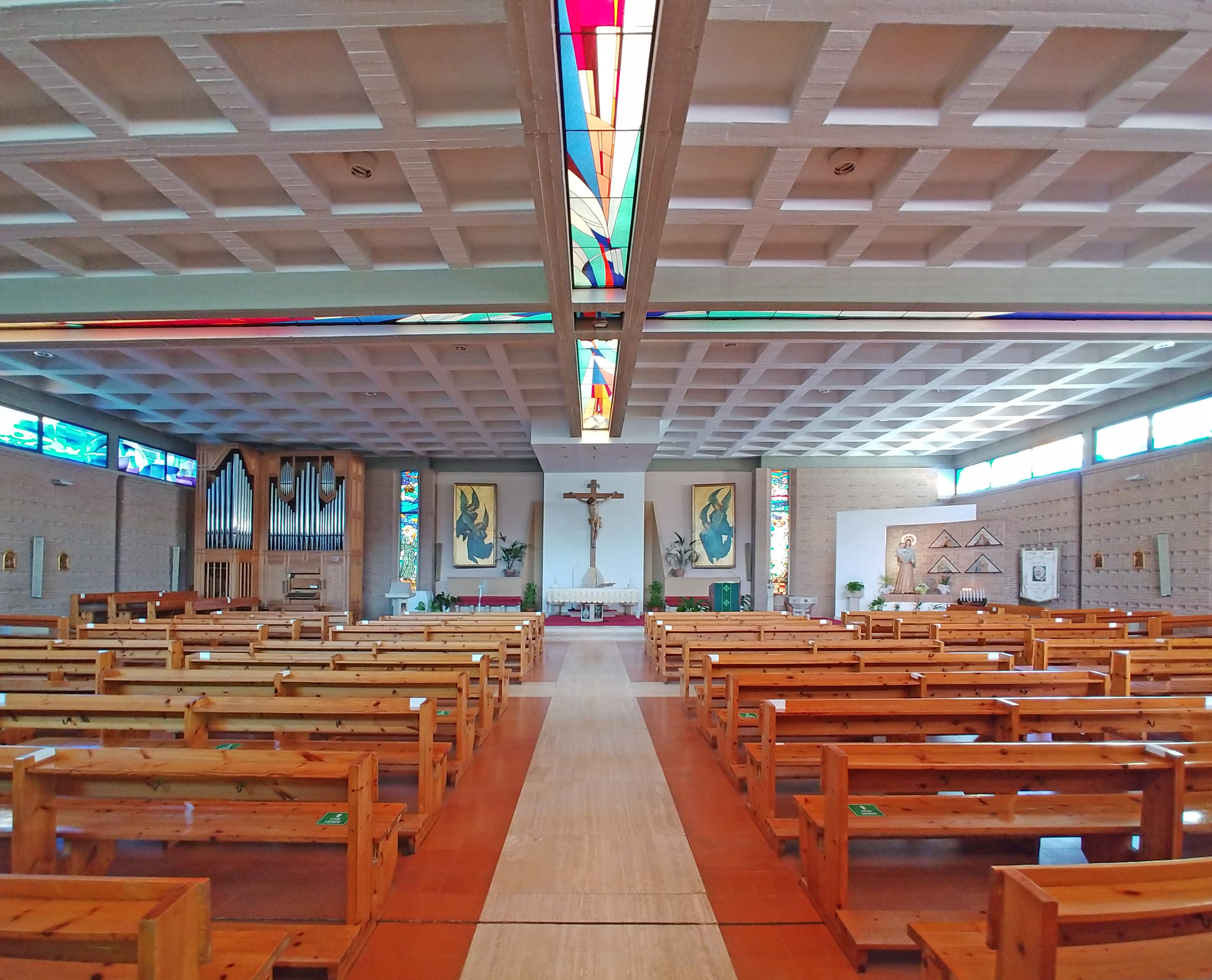
Innenraum

San Gerardo Maiella (lateinisch: Sancti Gerardi Maiella) ist eine römische Titelkirche.

## Überblick
Die Pfarrgemeinde wurde am 20. April 1978 mit dem Dekret Sua santità durch Kardinalvikar Ugo Poletti gegründet. Die Kirche wurde 1980/81 nach einem Entwurf der Architekten Aldo Aloysi und Ernesto Vichi gebaut. Am 25. März 1982 wurde die Kirche durch Kardinalvikar Poletti geweiht. Am 26. November 1994 folgte die Erhebung zur Titelkirche der römisch-katholischen Kirche durch Papst Johannes Paul II.
Namenspatron ist der heilige Gerardo Maiella. Er war Laienbruder der Kongregation des Heiligsten Erlösers (Redemptoristen) und gilt als Patron der geborenen und ungeborenen Kinder sowie der Mütter.
Der moderne Flachbau aus Beton hat einen quadratischen Grundriss und ist eingestellt zwischen Bestandsbauten der Via Romolo Balzani. In Nebengebäuden befindet sich die  Sakristei, Priesterhaus und Gemeindehaus sowie eine Seitenkapelle für Wochentagsmessen. Am Eingang zum Kirchenareal befindet sich ein freistehender Glockenturm. Der Innenraum wird von dem Dachaufbau aus Betonkassetten dominiert. Im Eingangsbereich und an den Fassaden sind Streifen mit Glasmalereien eingelassen. Die künstlerischen Arbeiten sind von Maria Matteini.
Die Kirche befindet sich an der Via Romolo Balzani 74 im römischen Quartier Prenestino-Centocelle.

## Kardinalpriester
- Kazimierz Świątek (1994–2011)
- Rubén Salazar Gómez, seit 24. November 2012